# Metallhalogen
Metallhalogenljuskällor har medelmåttigt till mycket bra ljusvärde (Ra 65-95+ beroende på typ) och finns med färgtemperaturer på 3 000–20 000 K. Ljusspektrumet är bredbandigt varför ljuskällan lämpar sig för växtodling.  För att lampan ska kunna lysa är armaturen försedd med ett tänddon. Ljuskällan är relativt dyr och armaturen blir lite klumpig och även den dyr. Det finns ljuskällor från 20–2 000 W och 1 700–225 000 lumen.

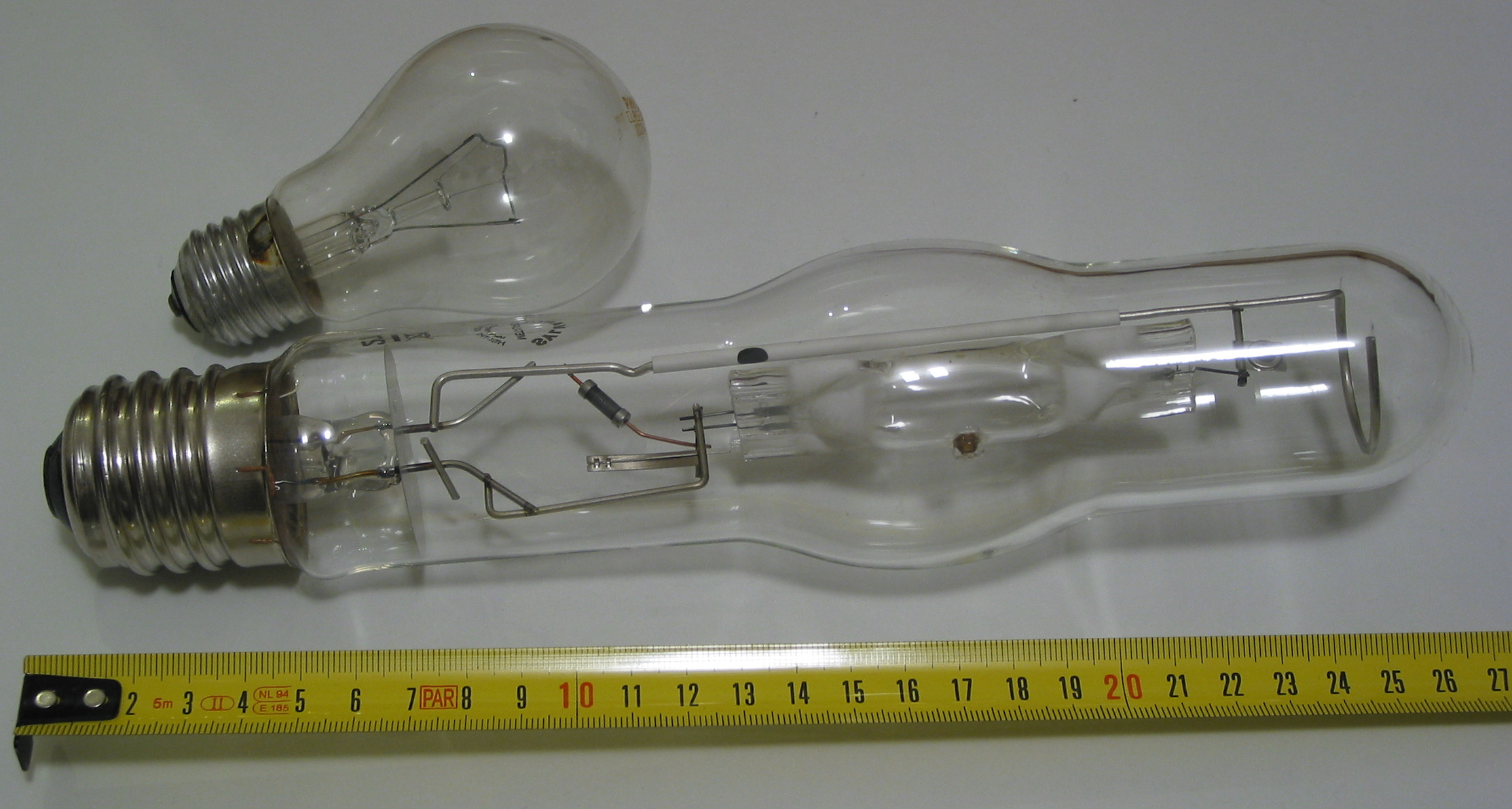
Exempel på en metallhalogenlampa

Metallhalogenlampan är funktionsmässigt ganska lik kvicksilverlampan.  Ljuset kommer från ljusbåge i ett rör med en gasblandning, och de har ofta en beläggning av ett lysämne på insidan, för att förbättra färgåtergivningen.  Gasblandningen består av argon, kvicksilver och olika andra ämnen som ger lampan dess egenskaper. Lampan kan inte kopplas in direkt på elnätet, ett driftdon krävs. Först skapas en spänningspuls som startar ljusbågen, och sedan reglerar driftdonet strömmen genom lampan. Ljuskällan har bra verkningsgrad. Den ger typiskt 65–115 lm per watt, i jämförelse med kvicksilverlampan som ger 50–55 lm/W och glödlampan som ger ett tiotal.